# 1533 w literaturze
Wydarzenia literackie w 1533 roku.

## Nowe książki
- polskie
  - Tarcza duchowna (możliwa również data wydania: 1534)

## Urodzili się
- Jerónimo Corte-Real, poeta portugalski (zm. 1588)